# Plechová kavalerie
Plechová kavalerie je sedmidílný televizní seriál Československé televize z roku 1979 podle námětu Jaroslava Dietla v režii Jaroslava Dudka.

## Obsah
Vypráví o brigádě kombajnérů z Nepomuku na Plzeňsku a o jejich vedoucím Vítu Kubánkovi (Jan Hartl). Brigáda se v prvním díle vydává na žně na Slovensko. Na místo vedoucího výpravy dosadí ředitel JZD Kahovec (Jaroslav Moučka) rostlino-lékaře Kubánka. V dalších dílech dochází ke konfliktům mezi Kubánkem a kombajnérem Strakou (Jiří Samek). Kubánek nakonec díky podpoře kombajnéra Holečka (Vladimír Menšík) vítězí ve sporech a před brigádou začíná mít konečně autoritu. Během pobytu na Moravě se Kubánek zamiluje do Zuzany Šímové (Lenka Kořínková). Předposlední díl vypráví o dalším konfliktu Straky a Kubánka. Vše vyšetřuje VB a ředitel Kahovec nakonec odvolává Kubánka z funkce. V posledním díle přichází šťastný konec. Kubánek je poslán zpět k brigádě, neboť policie prokáže vinu Bohoušovi Strakovi.

## Obsazení
| Jan Hartl            | Vít Kubánek     |
| Jaroslav Moučka      | ředitel Kahovec |
| Vladimír Menšík      | táta Holeček    |
| Jaromír Hanzlík      | Vilda Muclinger |
| Vlastimil Hašek      | Pravoslav Žížka |
| Lenka Kořínková      | Zuzana Šímová   |
| Jan Hrušínský        | Ludvík Kupec    |
| Jiří Samek           | Bohouš Straka   |
| Václav Sloup         | Jindra Kužela   |
| Libuše Geprtová      | Lída            |
| Miroslav Zounar      | npr. SNB        |
| Vladimír Hlavatý     | praděd Knížek   |
| Marie Motlová        | Knížková        |
| František Filipovský | Litera          |

## Seznam dílů
1. Rostlino-lékař
2. Černá jízda
3. Hektary
4. Svačina
5. Když nastaly deště
6. Svah
7. Dožínky